# Liebfrauenkirche (Heddesdorf)
Koordinaten: 50° 26′ 25,1″ N, 7° 28′ 28,7″ O

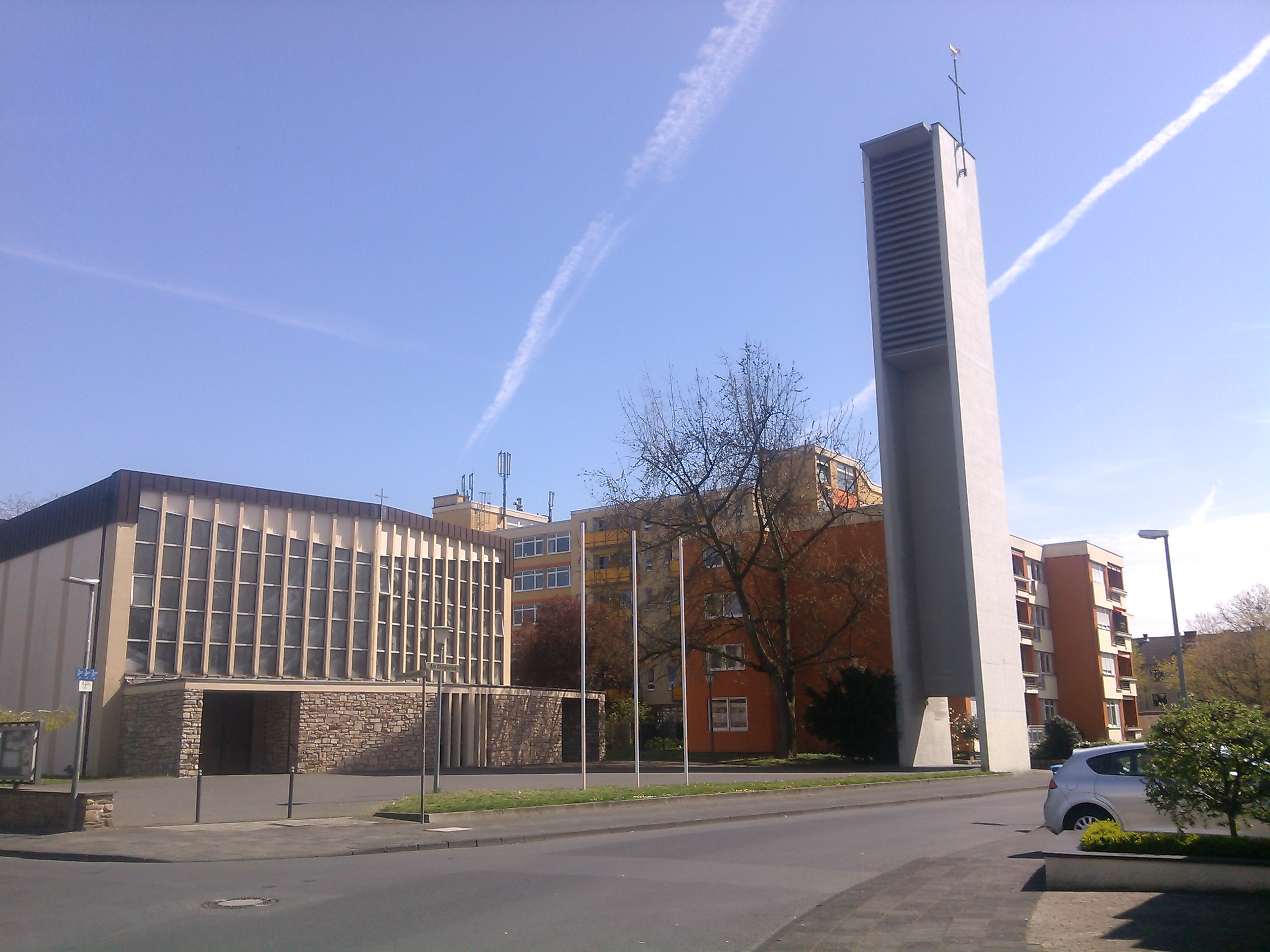
Liebfrauenkirche Heddesdorf

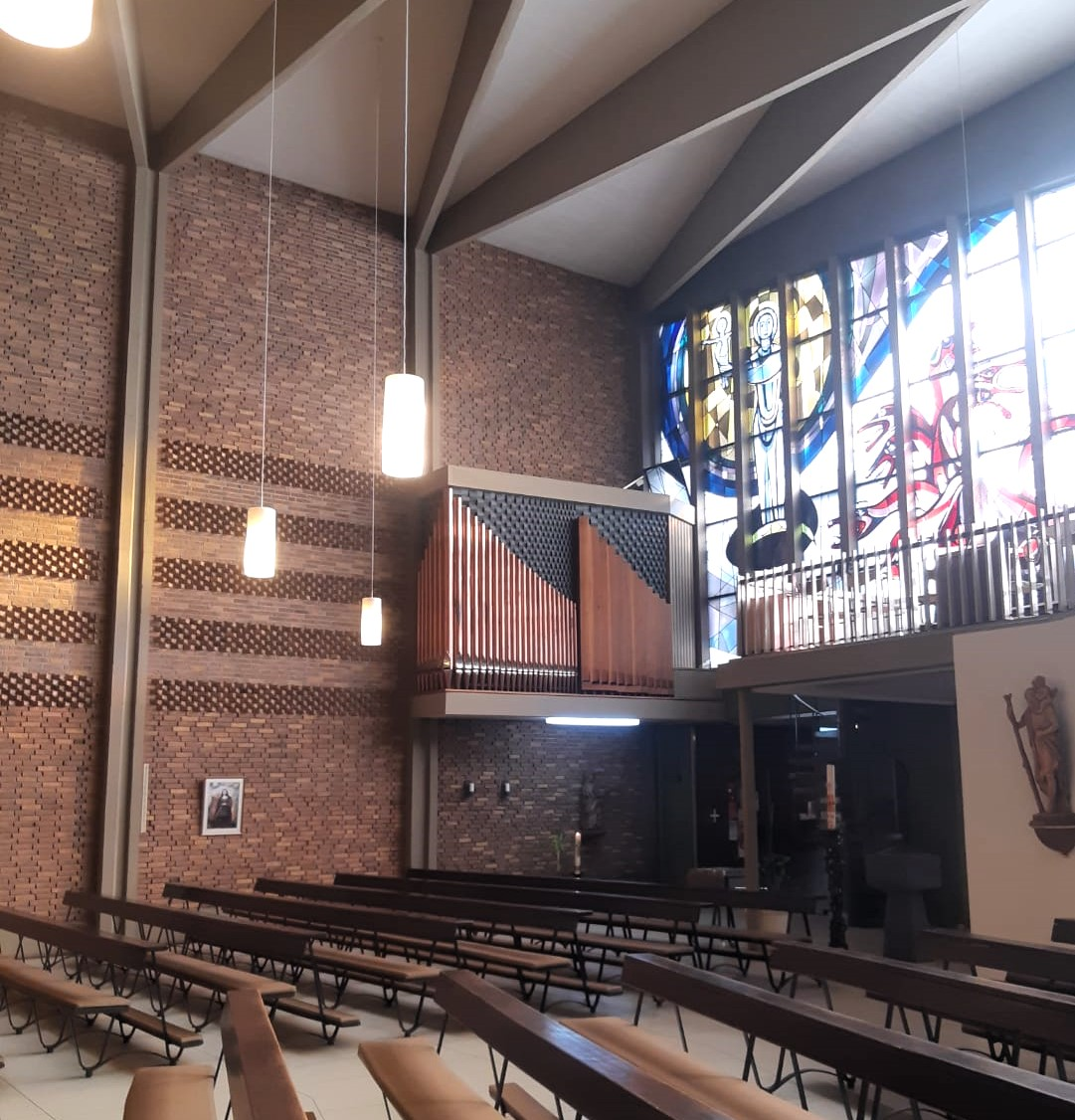
Innenraum (2023)

Die katholische Pfarrkirche Liebfrauen in Heddesdorf in Rheinland-Pfalz wurde 1957/58 errichtet. Sie gehört seit dem 1. September 2007 zur Pfarrgemeinde St. Matthias im Dekanat Rhein-Wied des Bistums Trier.

## Geschichte
Da die Grafen zu Wied bereits 1556 reformiert sind, war Heddesdorf eine rein evangelische Gemeinde. Da die Herrscherfamilie Politik der religiösen Toleranz verfolgte, siedelten sich allerdings in den kommenden Jahrhunderten wieder Katholiken in Heddesdorf an. Diese wurden, als deren Zahl zu Beginn des 20. Jahrhunderts wieder stärker stieg, von der Gemeinde St. Matthias betreut. Allerdings stieg die Zahl der Gläubigen in den 1950er-Jahren  wieder auf über 2000 an und man entschloss sich eine katholische Gemeinde zu gründen. 1957 wurde der Grundstein für eine neue Kirche gelegt, in der Christi Himmelfahrt 1958 die erste Heilige Messe gefeiert werden konnte. Am 28. September 1958 konsekrierte Bischof Matthias Wehr die Kirche auf den neuen Namen Maria Königin. 1961 wurde die Pfarrvikarie zur eigenen Pfarrei erhoben, bis sie 2007 mit Heilig Kreuz (Neuwied) und St. Matthias (Neuwied) zur neuen Pfarrgemeinde St. Matthias fusioniert ist.

## Orgel
Die Orgel wurde um 1980 erbaut. Sie verfügt über 22 Register und vier Transmissionen auf drei Manualen (darunter ein Koppelmanual) und Pedal.